# The Satanist
The Satanist är det polska blackened death metal-bandet Behemoths tionde studioalbum. Det släpptes i februari 2014 samtidigt av flera olika skivbolag, bland annat Nuclear Blast i Europa och Metal Blade i Nordamerika samt i Japan och Australien.
Skivan spelades in i Hertz Studio mellan februari och maj 2013 och mastrades av Sterling Sound. Behemoth har gjort musikvideor för spåren Blow Your Trumpets Gabriel, Ora Pro Nobis Lucifer, The Satanist, Ben Sahar och Messe Noire. De tre singlar som har släpps från albumet är Blow Your Trumpets Gabriel, utgiven 4 december 2013, innan albumet gavs ut, Ora Pro Nobis Lucifer som släpptes 3 december 2014 och Messe Noire som gavs ut som singel 8 april 2015. Messe Noire är också titeln på det musikvideoalbum med material från The Satanist-turnéerna som gavs ut av Nuclear Blast i april 2018.
Text och musik på skivan är till största delen skrivna av bandets sångare, gitarrist och frontman Adam "Nergal" Darski som också var huvudproducent för albumet. Albumet fick övervägande positiva omdömen med till exempel högsta betyg (5 av 5) av Dom Lawson i The Guardian.

## Bakgrund och tillkomst
I maj 2013 meddelade Behemoth att deras tionde album skulle släppas i februari året därpå. Albumet spelades in mellan februari och juni 2013 i Hertz Studio i Białystok, och i RG Studio i Gdańsk, båda i Polen, och producerades av Behemoth, Daniel Bergstrand samt bröderna Sławek och Wojtek Wiesławski. Albumet mixades av Matt Hyde i Hydeaway Studios i Los Angeles och mastrades av Ted Jensen på Sterling Sound i New York . Från början var det meningen att Colin Richardson, som varit producent på de närmast tidigaste skivorna, skulle producera albumet men han lämnade processen på grund av skilda åsikter om det kreativa arbetet.
En musikvideo spelades in till Blow Your Trumpets Gabriel, vilken regisserades och producerades tillsammans med Grupa 13 och Dariusz Szermanowicz. Videon hade premiär på Behemoths Youtube-kanal 3 december 2013. En singel och en EP med samma titel släpptes också.
I januari 2014 släppte Behemoth en serie videor för att presentera arbetet bakom det kommande albumet. Den första gavs ut 7 januari och därefter en varje vecka fram till 29 januari då den fjärde och sista introduktionsvideon presenterades. Den 28 januari släpptes en officiell lyrikvideo för singeln Ora Pro Nobis Lucifer.

### Musik och texter
Musiken på originalutgåvan är uteslutande skriven av Adam "Nergal" Darski. Lyriken har Nergal också skrivit ensam, förutom texterna till Messe Noire, Ora Pro Nobis Lucifer och O Father o Satan o Sun! som är skrivna tillsammans med Krzysztof Azarewicz, liksom bonuslåtarna Chant for Εσχατον 2000 E.V. och Qadosh. Covern Ludzie Wschodu, också ett bonusspår, har text och musik av Tomasz Adamski, gitarrist och låtskrivare i 80-talsbandet Siekiera.
Låten In the Absence ov Light innehåller en talad sekvens från dramat Ślub (Vigseln) av den polske 1900-talsförfattaren Witold Gombrowicz.

### Omslagskonst och design
The Satanist gavs ut i flera olika versioner och med olika omslag. Huvudomslaget målades av den ryske symbolisten Denis Forkas och originalmålningen innehåller även eget blod från Adam "Nergal" Darski, för att ge det en mer organisk känsla enligt Nergal själv. Forkas gjorde även omslagsbilden till förstasingeln Blow Your Trumpets Gabriel. Albumdesignen kompletterades av Metastazis (Paradise Lost med flera) och Zbigniew Bielak (Watain, Ghost).
En specialutgåva i begränsad upplaga kunde förhandsbeställas på Metal Blades webbplats. Denna bestod av:
- Ett svart 10" boxset med guldglänsande tryck
- CD/DVD i ett silverfärgat dubbelalbum (med en 44 sidors booklet)
- Stor posterflagga (ca 3 fot x 5 fot)
- Ett inverterat rosenkors i svart trä
- Metallpin
- Svarta oblatbröd i ett svart kuvert

## Utgivningen
Albumet släpptes 3 februari 2014 av Nuclear Blast i Europa, 4 februari av Metal Blade i Nordamerika, 5 februari av Victor Entertainment i Japan och 7 februari 2014 av EVP Recordings Australien. Den australiska versionen av albumet innehåller även bonusspåret Ludzie Wschodu, som är en cover på en 80-talslåt av det polska punkbandet Siekiera. I den japanska upplagan har utöver Ludzie Wschodu ytterligare två bonusspår kommit till, Chant for Ezkaton 2000 E.V. samt Qadosh, båda ursprungligen från EP:n Ezkaton.
Nuclear Blast släppte också en begränsad digipak-utgåva som även innehöll en DVD från inspelningarna. Metal Blade gav också ut albumet som vinyl, en dubbel 12"-utgåva som tillhandahölls i tre olika färger på vinylen. På denna version återfanns även covern Ludzie Wschodu. Andra skivbolag som gav ut The Satanist under 2014 var polska Mystic Production, ryska Fono Ltd., argentinska Icarus Music, israeliska High Fidelity LTD och taiwanesiska Magnum Music. Albumet släpptes även som kassettband 2015 på tjeckiska Evil Horn Records i en mindre upplaga begränsad till 100 stycken (50 svarta och 50 blå kassetter) samt 2017 på det polska Oldschool Records i en upplaga begränsad till 111 stycken.

### Mottagande
The Satanist fick ett övervägande positivt mottagande av kritiker och fans. På sajten Metacritic (ägd av amerikanska CBS) som samlar omdömen från olika media fick albumet ett medelvärde på 92/100 poäng. Den svenska webbplatsen Kritiker.se noterar ett snittbetyg på 4,1/5 beräknat på recensioner från 16 olika dagstidningar, tidskrifter och webbplatser.
Både tidskriften Kerrang! och The Guardian var bland dem som gav albumet högsta betyg. Dom Lawson i The Guardian skriver bland annat att "The Satanist är lika otämjd och direkt som dess titel tyder på: en fläckfri lovsång till den fria viljan och den mänsklig anden." Även svenska Allehanda.se ger skivan högsta betyg och skriver under rubriken "Djävulskt bra av Behemoth" att:
| ”                               | "The Satanist" är den polska kvartettens tionde studioalbum och kan inte ses som något annat än perfektion i sin genre. Inledande "Blow your trumpets Gabriel" får håren på mina armar att resa sig. Om det spelas musik när man träder in i helvetet, så lär det vara just den här låten och "Ora pro nobis Lucifer" är så bra så jag bara kan böja mig i vördnad. En komplett platta och redan en klassiker när det gäller extrem metal. | „ |
| – Markus Melinder, Allehanda.se | |   |

### Utmärkelser
The Satanist vann utmärkelsen Metal Hammer Golden Gods Awards 2014 för Årets bästa album. Albumet var också nominerat till en Fryderyk (den polska motsvarigheten till Grammis) i kategorin Årets rockalbum (en kategori som inkluderar även punk, hårdrock och metal), men vann inte den.

### Listplaceringar
| Lista (2014)                      | Topplacering |
| --------------------------------- | ------------ |
| Polen                             | 1            |
| USA Tastemakers                   | 3            |
| Storbritannien Rock & Metal Album | 4            |
| USA Top Hard Rock Albums          | 4            |
| Finland                           | 7            |
| Sverige                           | 45           |

## Låtlista
1. "Blow Your Trumpets Gabriel" – 4:25
2. "Furor Divinus" – 3:06
3. "Messe Noire" – 4:04
4. "Ora Pro Nobis Lucifer" – 5:35
5. "Amen" – 3:49
6. "The Satanist" – 5:33
7. "Ben Sahar" – 5:35
8. "In the Absence ov Light" – 4:58
9. "O Father o Satan o Sun!" – 7:13

### Bonusspår
10. "Ludzie Wschodu" (cover av Siekiera) - 04:11
 	 
11. "Chant for Εσχατον 2000 E.V." (2008 års version) - 05:11
 	 
12. "Qadosh" - 05:00 	

## Medverkande

### Banduppsättning

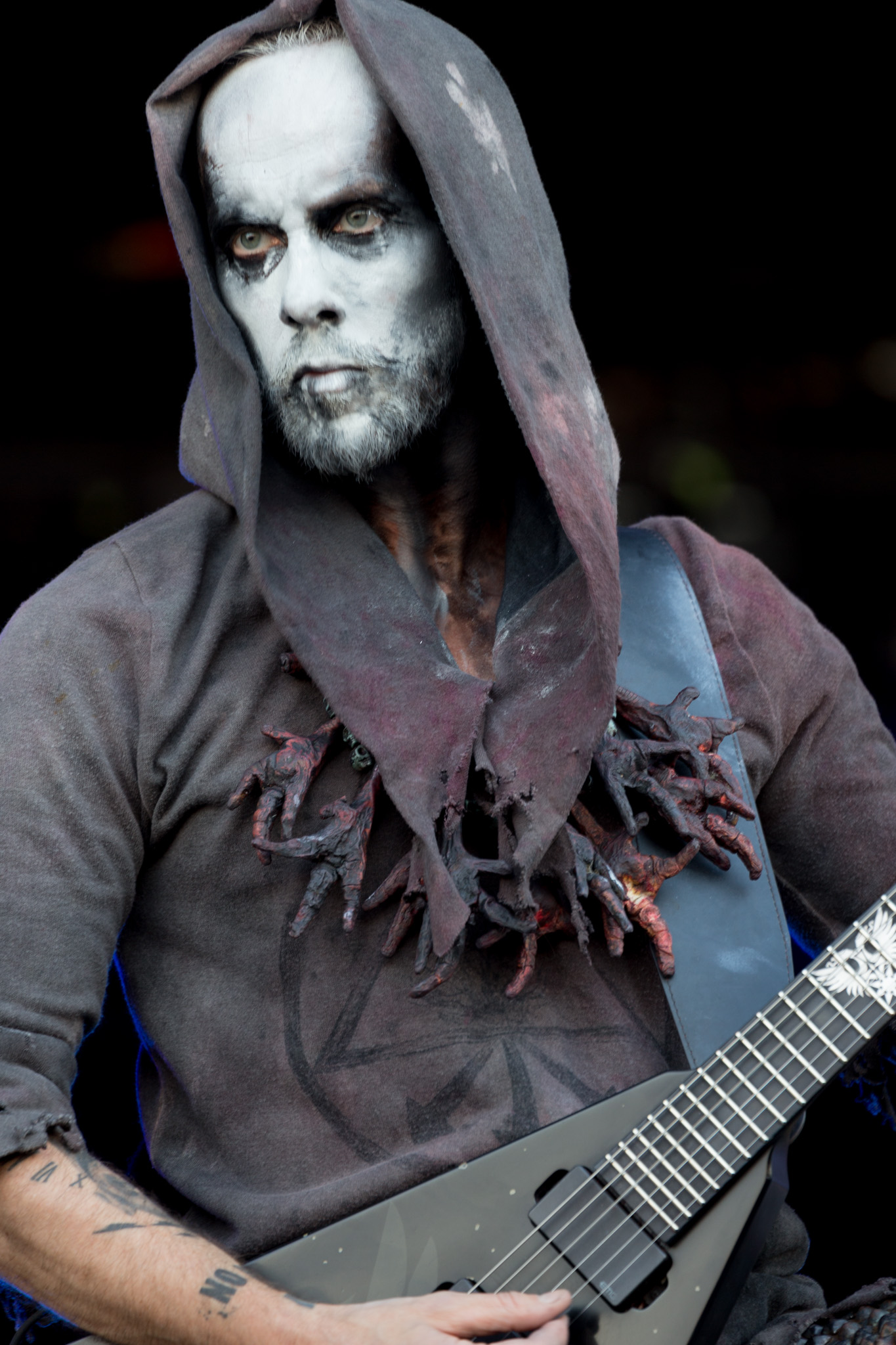
Nergal
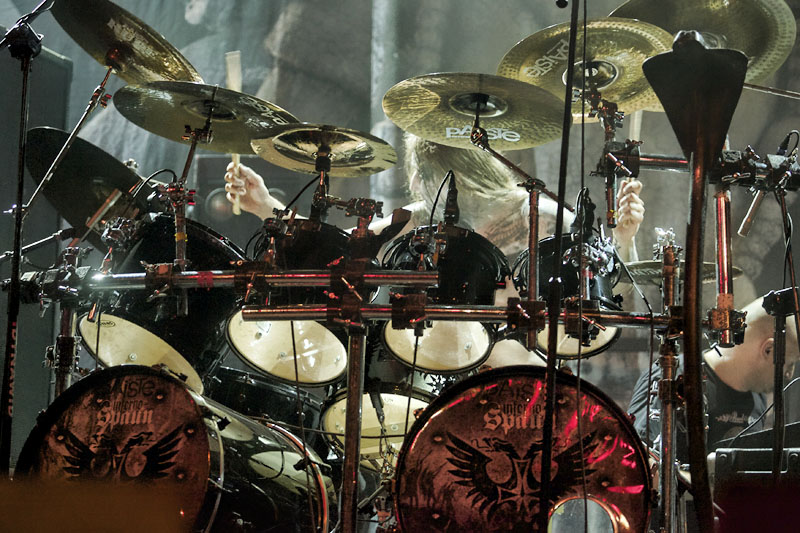
Inferno
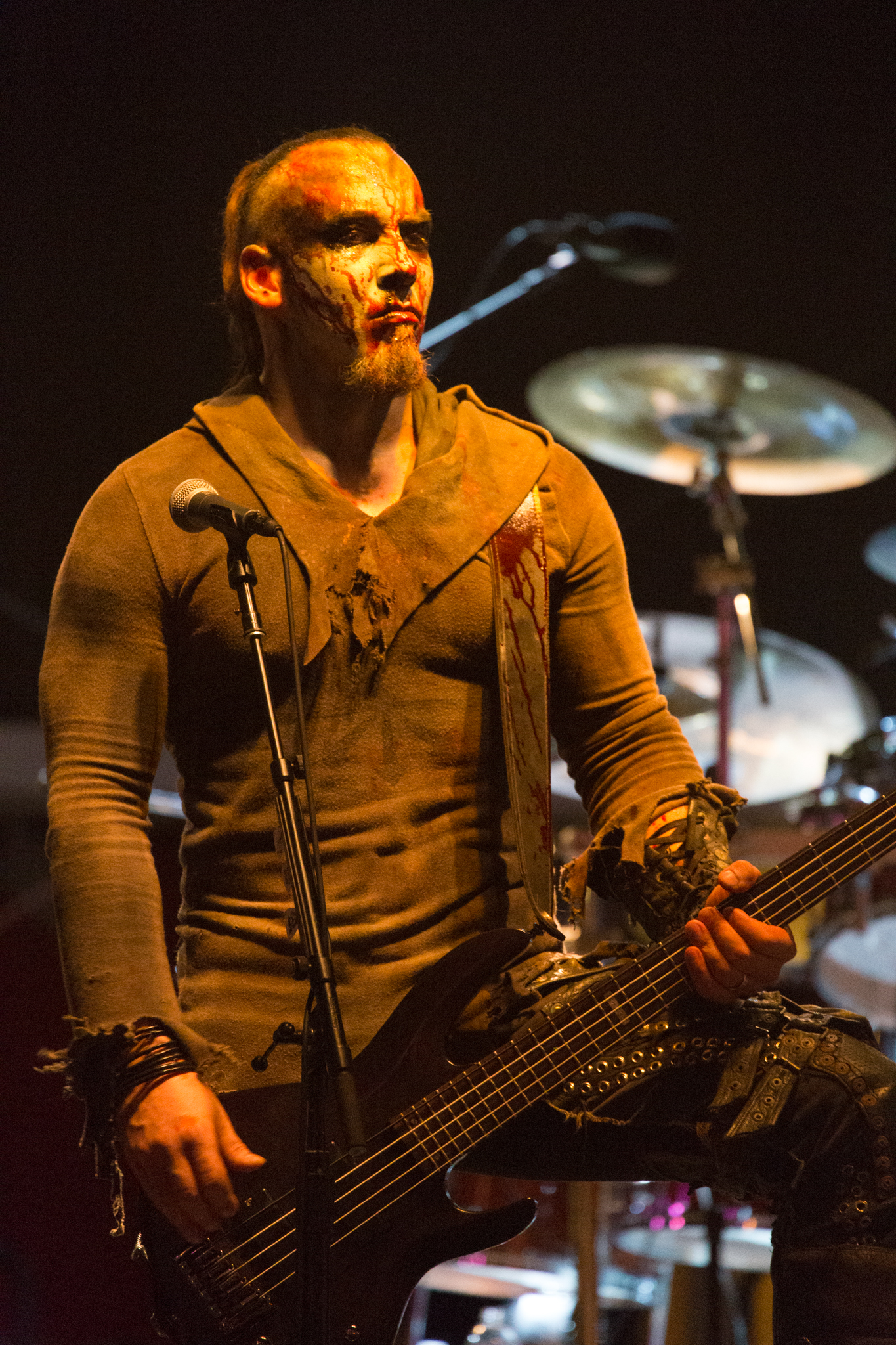
Orion
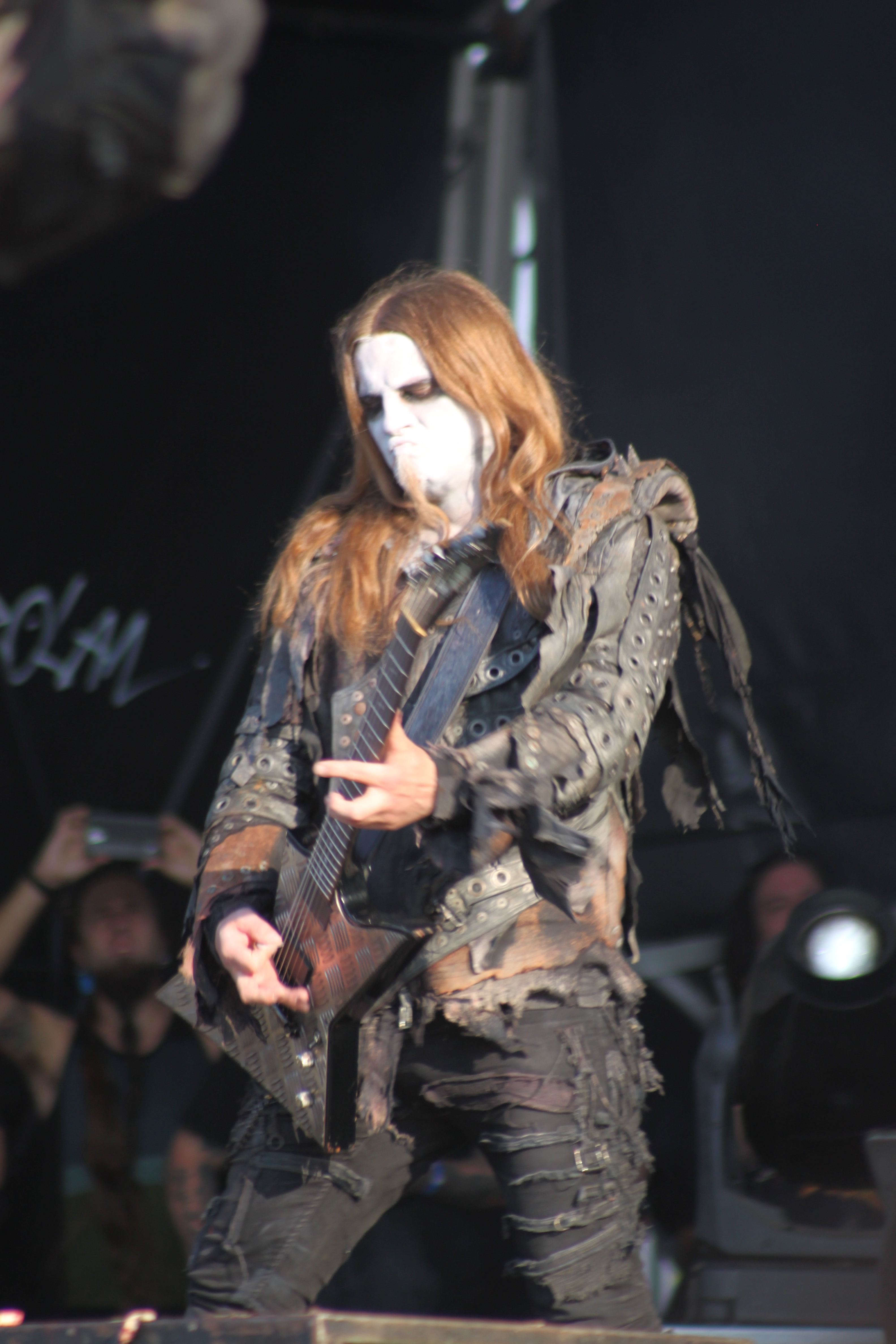
Seth

- Adam "Nergal" Darski – sång, gitarr
- Zbigniew Robert "Inferno" Prominski – trummor, percussion, bakgrundssång
- Tomasz "Orion" Wróblewski – bas, bakgrundssång
- Patryk Dominik "Seth" Sztyber – gitarr, bakgrundssång

### Gästmusiker och produktion

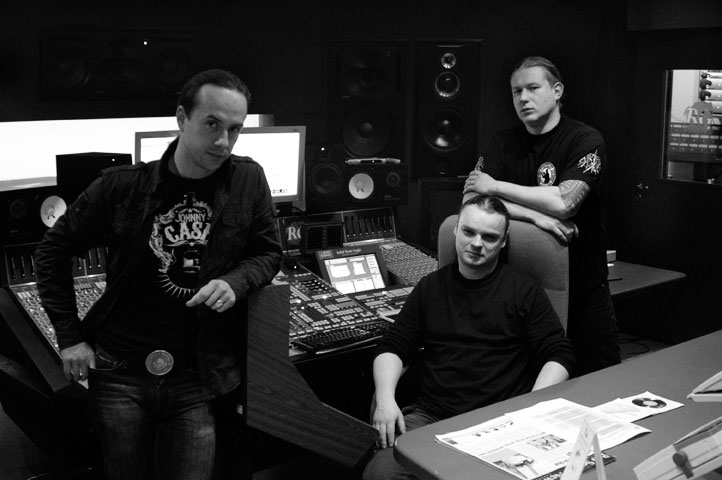
Arkadiusz Malczewski (mitten)
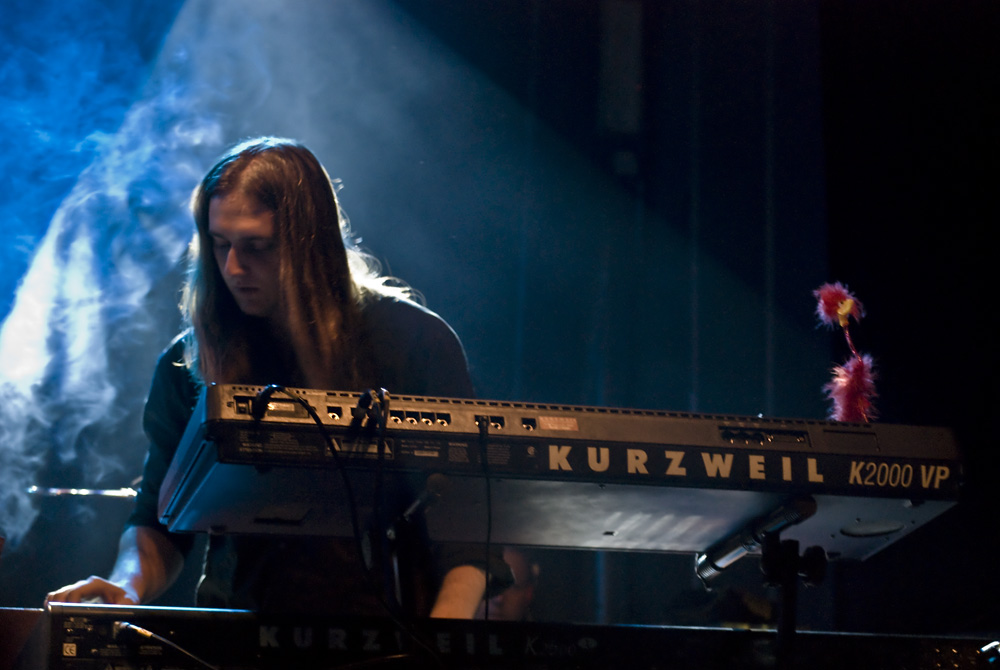
Michał Łapaj
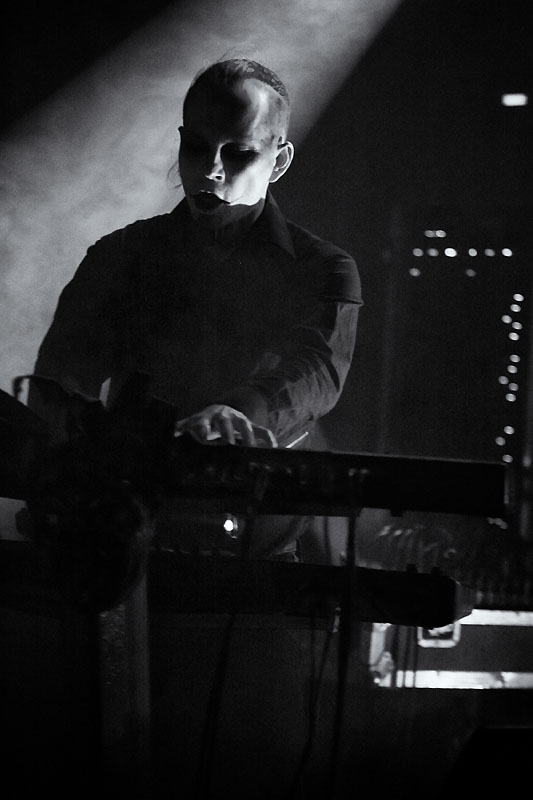
Krzysztof "Siegmar" Oloś
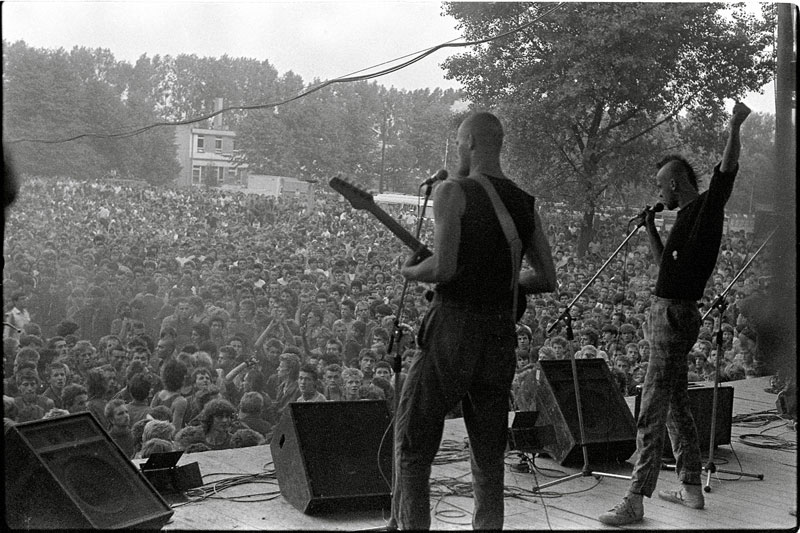
Tomasz Adamski (vänster)
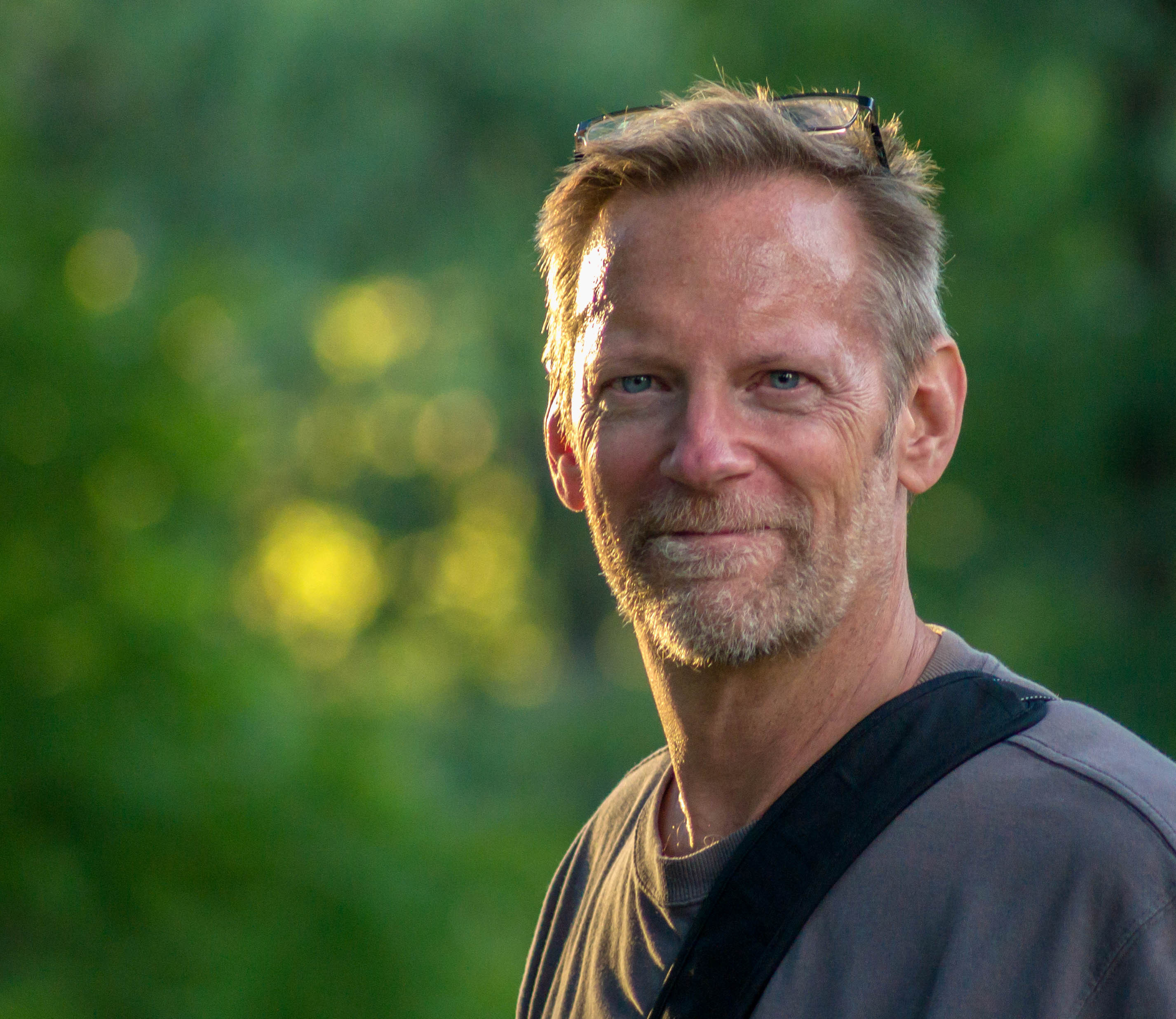
Ted Jensen

- Krzysztof "Siegmar" Oloś (Vesania) – sampling
- Michał Łapaj (Riverside) hammondorgel
- Daniel Bergstrand – producent, trummor
- Matt Hyde – ljudmix
- Wojciech Wiesławski – producent
- Sławomir Wiesławski – producent
- Denis Forkas – design och omslag
- Metastazis – design
- Zbigniew Bielak – design
- Ted Jensen – mastring
- Arkadiusz Malczewski - mixning, mastring
- Krzysztof Azarewicz – text
- Tomasz Adamski – text

## Turnéer 2014-2015
Efter utgivningen av The Satanist följde en intensiv tid av turnerande och festivalspelningar för bandet. Redan i februari spelade Behemoth i Europa med bland annat Trädgårn i Göteborg 24 februari och på Tyrol i Stockholm dagen efter. I början av sommaren 2014 deltog bandet i engelska Downloadfestivalen i Donington Park i Leicestershire och på franska Hellfest i Clisson, Loire-Atlantique. I juli var bandet huvudakt på Carpathian Alliance Open Air Metal Festival i Ukraina och på tyska With Full Force. I augusti återkom bandet till Tyskland och Wacken Open Air. I januari 2015 deltog Behemoth i kryssningen 70000 Tons of Metal och sommarn 2015 var de åter i Tyskland för spelningar på festivalen Rockharz Open Air. Under det året genomförde bandet också en nordamerikaturné tillsammans med Cannibal Corpse, med Aeon och Tribulation som support och spelade i december åter i Tyskland på Eindhoven Metal Meeting.
Två år efter utgivningen av The Satanist meddelade Nergal att bandet börjat arbeta på material till nästa album som väntas komma hösten 2018.